# Valery Novoselsky
Valery Novoselsky né le 15 avril 1970 à Dnipropetrovsk et mort le 20 août 2016,  est un créateur rom israélien et l'un des éditeurs du Réseau Virtuel Romani, membre de l’Union Romani Internationale et diplômé du programme pour la Diplomatie Romani 2005-2006.

## Biographie
Né en Union soviétique, dans l’état contemporain d’Ukraine, il vit jusqu’en 1993 en Ukraine et en Sibérie de l’Est puis en 1993-1995 à Moscou, Russie. En 1995, il émigre au Israël. 
En juillet 1999 il commence à organiser le Réseau Virtuel Romani comme une initiative indépendante et personnelle, dans le but de regrouper des informations utiles sur le peuple rom. En juillet 2000, il devient membre de l’Union Internationale Romani. Il écrit des articles sur le peuple rom.
Valery Novoselsky travaille comme consultant pour l’Office des Informations pour les Roms Européens, le Centre pour les Droits des Roms de l’Europe et l’Association internationale pour l’éducation de débat. Outre l’activisme international rom, il participe à des initiatives publiques d'organisations russes et arabes en Israël.